# رينولد جونسون
رينولد جونسون (بالإنجليزية: Reynold B. Johnson)‏ (و. 1906 – 1998 م) هو مخترع، وعالِم حاسب آلي من الولايات المتحدة الأمريكية . ولد في دازيل .
توفي في بالو ألتو (كاليفورنيا)، عن عمر يناهز 92 عاماً.

## التعليم
تعلم في جامعة مينيسوتا

## مناصب وهيئات
أدار آي بي إم.

## جوائز
حصل على جوائز منها:
- قلادة العلوم الوطنية الأمريكية في مجال التكنولوجيا والإبتكار (1986)
- زميل آي بي إم.